# 476 Hedwig
476 Hedwig eller 1901 GQ är en stor asteroid i huvudbältet, som upptäcktes den 17 augusti 1901 av den italienske astronomen Luigi Carnera. Den är uppkallad efter den danske astronomen Elis Strömgren´s fru.
Asteroiden har en diameter på ungefär 138 kilometer.